# جيرت كامس
جيرت كامس (25 مايو 1985 في إستونيا - ) هو لاعب كرة قدم إستوني في مركز الدفاع. شارك مع منتخب إستونيا تحت 21 سنة لكرة القدم ومنتخب إستونيا لكرة القدم. أما مع النوادي، فقد لعب مع سينايوين يالكابالوكيرهو ونادي فلورا وSJK Akatemia ‏ وFC Warrior Valga ‏.

## وصلات خارجية
- جيرت كامس على موقع الاتحاد الدولي (مؤرشف)  (الإنجليزية)
- جيرت كامس على موقع الاتحاد الأوربي (الإنجليزية)
- جيرت كامس على موقع اتحاد إستونيا (الإنجليزية)
- جيرت كامس على موقع قاعدة بيانات كرة القدم.إي يو (الإنجليزية)
- جيرت كامس على موقع ناشيونال فوتبول تيمز (الإنجليزية)
- جيرت كامس على موقع Soccerway.com (الإنجليزية)
- جيرت كامس على موقع عالم كرة القدم.نت (الإنجليزية)